# Jürgen Herget
Jürgen Herget (* 28. September 1965 in Hagen) ist ein deutscher Geograph und Professor an der Universität Bonn.

## Werdegang
Jürgen Herget wuchs in den Hagener Stadtteilen Kabel und Helfe auf und legte nach dem Besuch der Realschule Boele und des Gymnasiums Hohenlimburg im Jahr 1985 sein Abitur ab.
Er studierte in den Jahren 1986 bis 1993 Geographie mit den Nebenfächern Geologie, Bodenkunde, Sozialgeschichte, Wirtschaftsgeschichte, Technikgeschichte, Hydrologie und Wasserwirtschaft an der Ruhr-Universität Bochum.
In den anschließenden Jahren arbeitete er am Hygiene-Institut Gelsenkirchen und am Geographischen Institut der Ruhr-Universität Bochum. Im Jahr 1996 promovierte er zur Entwicklung des Lippetals.
Anschließend war er wissenschaftlicher Assistent am Lehrstuhl für Physische Geographie in Bochum und habilitierte dort über Eisstausee-Ausbrüche im sibirischen Altaigebirge. Im Oktober 2002 wurde ihm eine Ordentliche Professur für Physische Geographie am Geographischen Institut der Rheinischen Friedrich-Wilhelms-Universität Bonn verliehen.
Zu seinen Forschungsschwerpunkten gehören u. a. Paläohydrologie, Geomorphologie, Eiszeitforschung und Landschaftsökologie.
Herget ist stellvertretender Vorsitzender der Bonner Geographischen Gesellschaft.